# Perpetual Mockery
Perpetual Mockery är det maltesiska brutal death metal-bandet Beheadeds debutalbum, utgivet 1998 på X-treme Records.
Skivan är bandets enda med vokalisten Marcel Scalpello.

## Låtlista
1. "Transcendental Iniquity" – 4:56
2. "Perpetual Mockery" – 4:59
3. "Inborn Lust" – 4:19
4. "Subconscious Deliverance" – 5:01
5. "Void of Empathy" – 5:08
6. "Ethereal Passages" (instrumental) – 2:42
7. "Vae Victus (Prayer for the Vanquished)" – 6:26
8. "Omnipotent Carnage" – 4:52
9. "Souldead" – 4:35
10. "Suffer in Silence" – 2:27

## Medverkande
Musiker
- Marcel Scalpello – sång
- David Bugeja – gitarr
- Omar Grech – gitarr
- David Cachia – basgitarr, bakgrundssång
- Chris Brincat – trummor

Produktion
- David Vella – producent, inspelningstekniker
- Howard Keith – inspelningstekniker
- Ian Buhagiar – albumkonst, layout